# Championnat des Flandres 2017
Le Championnat des Flandres 2017 est une course d'un jour de catégorie 1.1 disputé le 15 septembre autour de Koolskamp en Belgique. 
C'est la 8e course de la Coupe de Belgique 2017.

## Présentation

### Équipes
| WorldTeams (6)- AG2R La Mondiale - Quick-Step Floors - Lotto-Soudal - BMC Racing Team - Dimension Data - Lotto NL-Jumbo Équipes continentales professionnelles (6)- Verandas Willems-Crelan - Sport Vlaanderen-Baloise - Wanty-Groupe Gobert - Roompot-Nederlandse Loterij - Fortuneo-Oscaro - WB-Veranclassic-Aqua Protect Équipes continentales (8)- Tarteletto-Isorex - Cibel-Cebon - Roubaix Lille Métropole - Leopard - Delta Cycling Rotterdam - Coop - Rad-net Rose - Pauwels Sauzen-Vastgoedservice |
| |

### Classement général
| \| Classement général \| Classement général \| Classement général \| Classement général \| Classement général \| \| Coureur \| Coureur \| Pays \| Équipe \| Temps \| \| ------------------ \| ------------------ \| ------------------ \| ---------------------------- \| ------------------ \| \| 1er \| Fernando Gaviria \| Colombie \| Quick-Step Floors \| 4 h 20 min 33 s \| \| 2e \| Dylan Groenewegen \| Pays-Bas \| LottoNL-Jumbo \| + 0 s \| \| 3e \| Jasper De Buyst \| Belgique \| Lotto-Soudal \| + 0 s \| \| 4e \| August Jensen \| Norvège \| Team Coop \| + 0 s \| \| 5e \| Aksel Nõmmela \| Estonie \| Leopard Pro Cycling \| + 0 s \| \| 6e \| Roy Jans \| Belgique \| WB-Veranclassic-Aqua Protect \| + 0 s \| \| 7e \| Rudy Barbier \| France \| AG2R La Mondiale \| + 0 s \| \| 8e \| Emiel Vermeulen \| Belgique \| Roubaix Lille Métropole \| + 0 s \| \| 9e \| Timothy Dupont \| Belgique \| Verandas Willems-Crelan \| + 0 s \| \| 10e \| Konrad Gessner \| Allemagne \| Rad-net Rose \| + 0 s \| |                   |           |                              |                 |
| |                   |           |                              |                 |
| Source : ProCyclingStats |                   |           |                              |                 |
| Classement général |                   |           |                              |                 |
| Coureur | Coureur           | Pays      | Équipe                       | Temps           |
| 1er | Fernando Gaviria  | Colombie  | Quick-Step Floors            | 4 h 20 min 33 s |
| 2e | Dylan Groenewegen | Pays-Bas  | LottoNL-Jumbo                | + 0 s           |
| 3e | Jasper De Buyst   | Belgique  | Lotto-Soudal                 | + 0 s           |
| 4e | August Jensen     | Norvège   | Team Coop                    | + 0 s           |
| 5e | Aksel Nõmmela     | Estonie   | Leopard Pro Cycling          | + 0 s           |
| 6e | Roy Jans          | Belgique  | WB-Veranclassic-Aqua Protect | + 0 s           |
| 7e | Rudy Barbier      | France    | AG2R La Mondiale             | + 0 s           |
| 8e | Emiel Vermeulen   | Belgique  | Roubaix Lille Métropole      | + 0 s           |
| 9e | Timothy Dupont    | Belgique  | Verandas Willems-Crelan      | + 0 s           |
| 10e | Konrad Gessner    | Allemagne | Rad-net Rose                 | + 0 s           |